# Setovelleda
Setovelleda is een kevergeslacht uit de familie van de boktorren (Cerambycidae). De wetenschappelijke naam van het geslacht werd voor het eerst geldig gepubliceerd in 1961 door Breuning.

## Soorten
Setovelleda omvat de volgende soorten:
- Setovelleda aberrans Breuning, 1962
- Setovelleda similis Breuning, 1986
- Setovelleda tanganjicae Breuning, 1961